# 果宗巴冰河

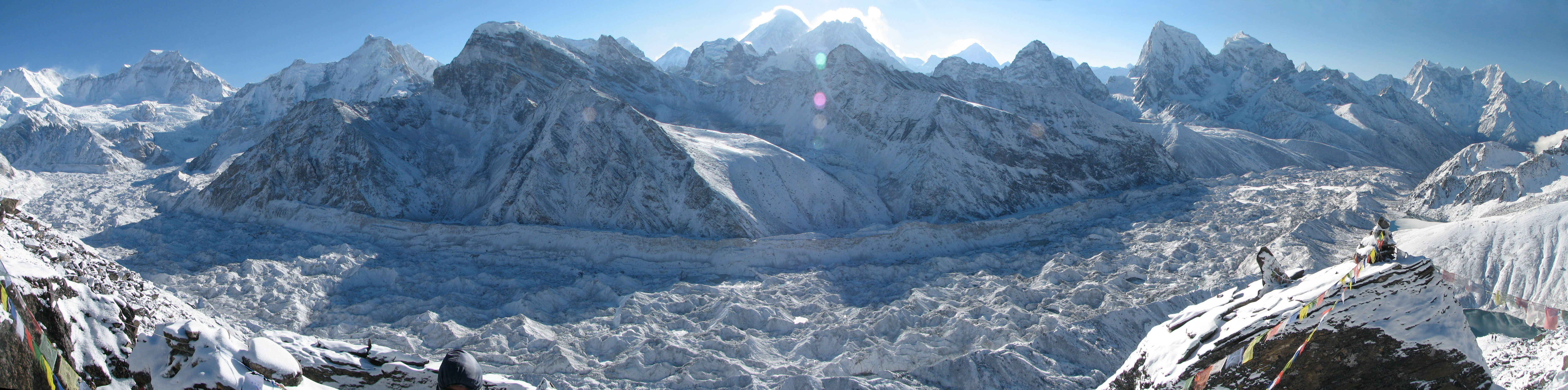
於墎奇爾嶺俯瞰果宗巴冰河，遠景可見聖母峰與洛子峰

果宗巴冰河（Ngozumpa glacier）是尼泊爾索盧昆布縣的一條高山冰川，發源自世界第六高峰卓奧友峰南麓，長36公里，是喜馬拉雅山山區最長的高山冰川。冰河流域有數座大小湖泊，墎其爾與卓奧友峰基地營都在附近。

果宗巴冰河
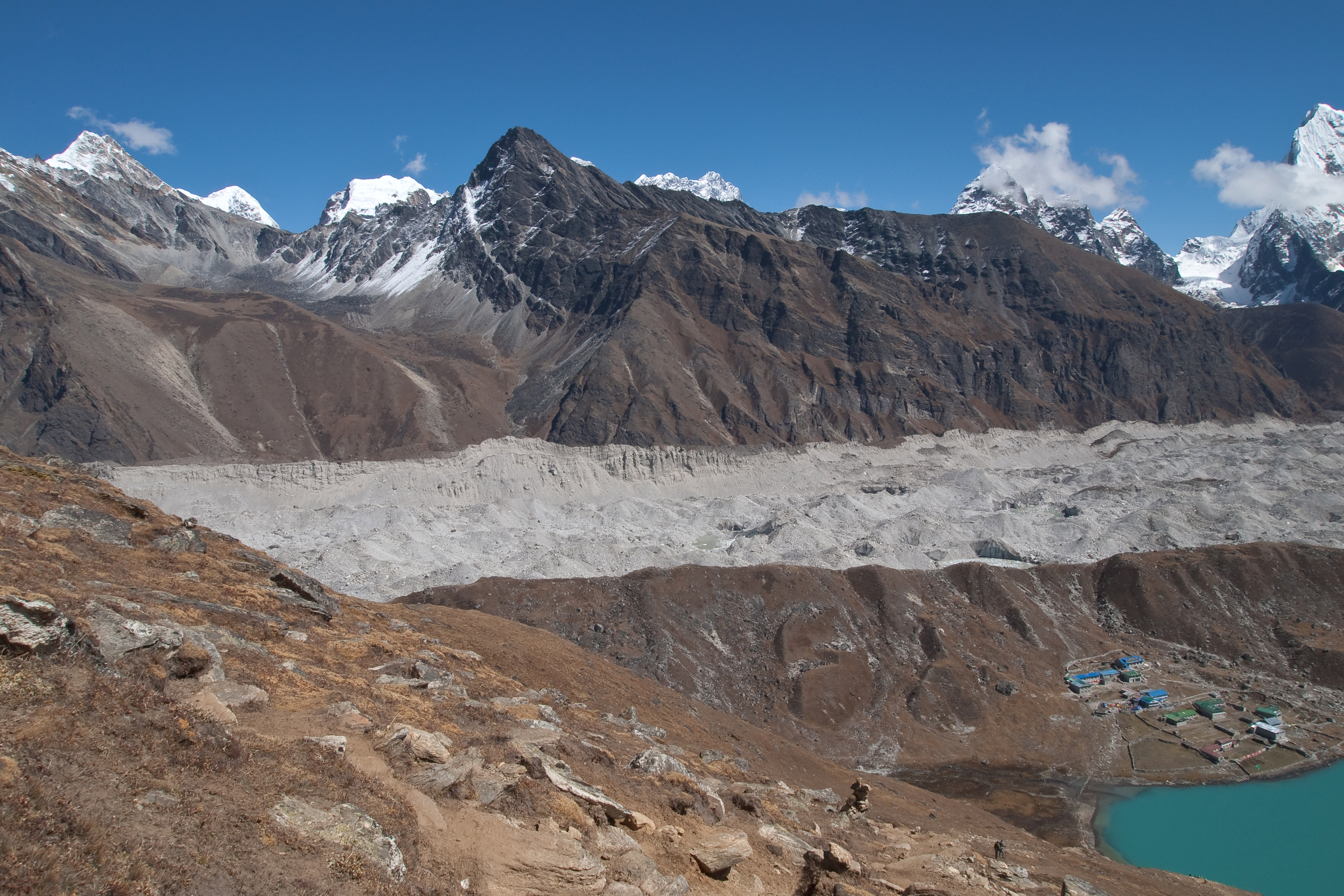
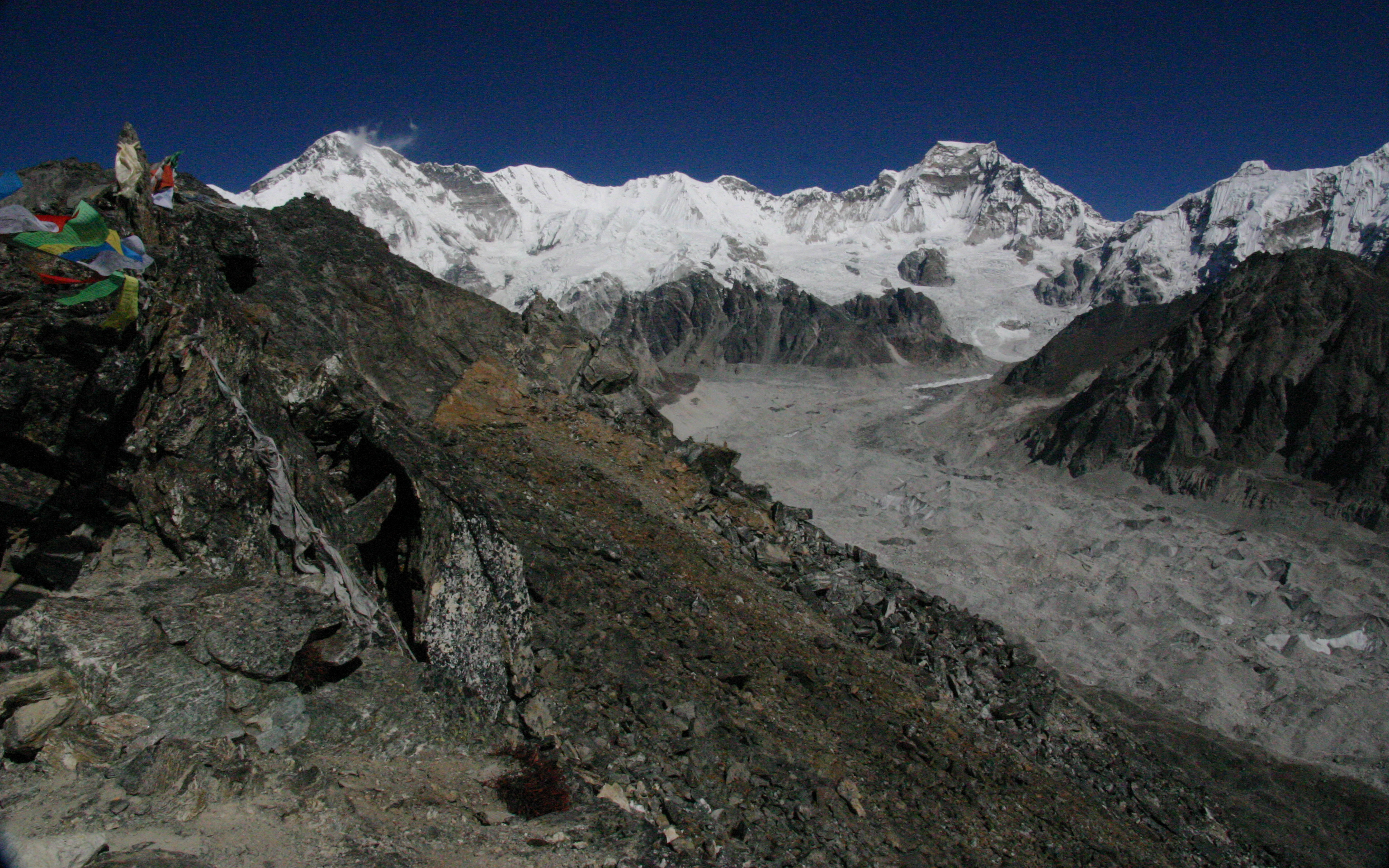
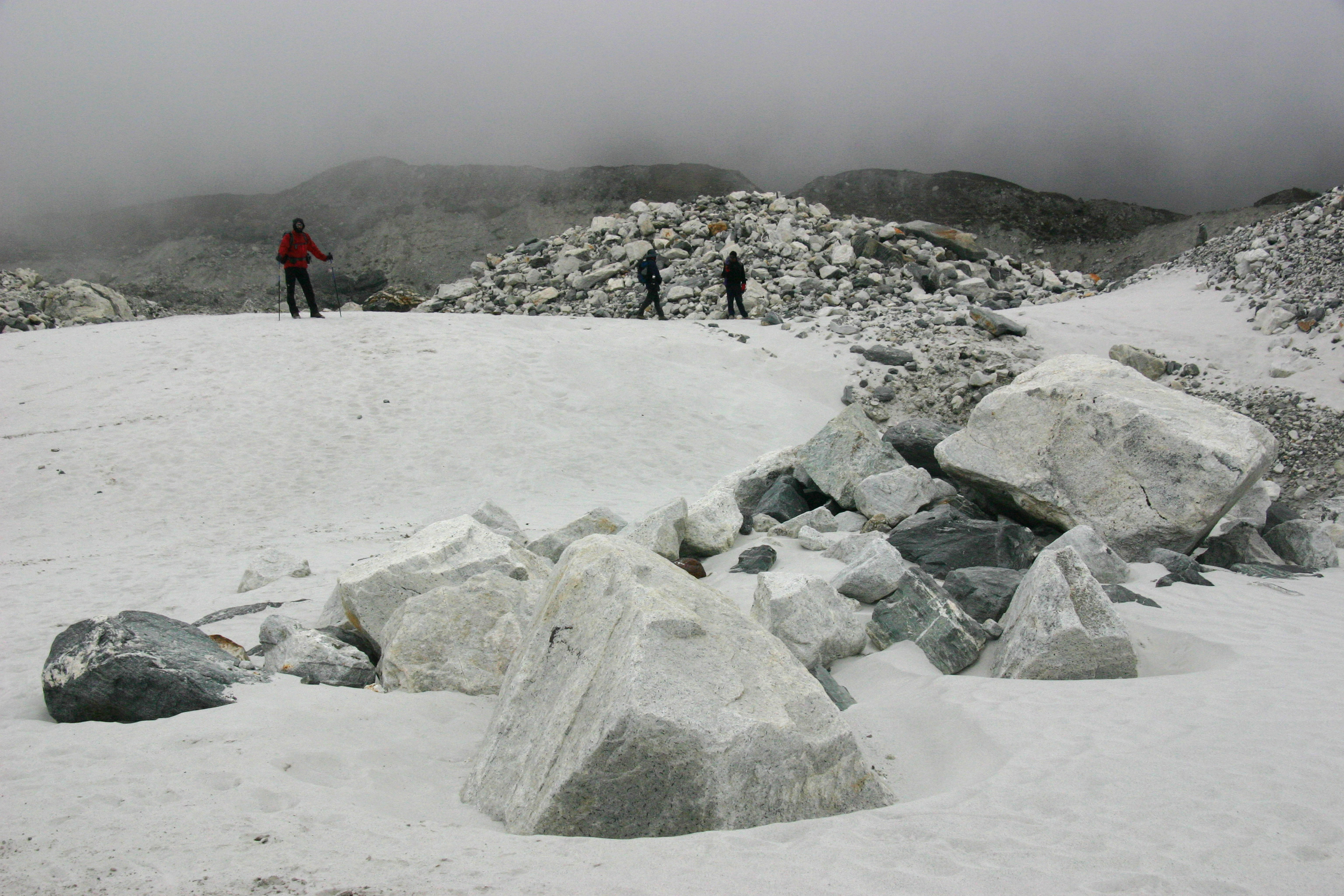
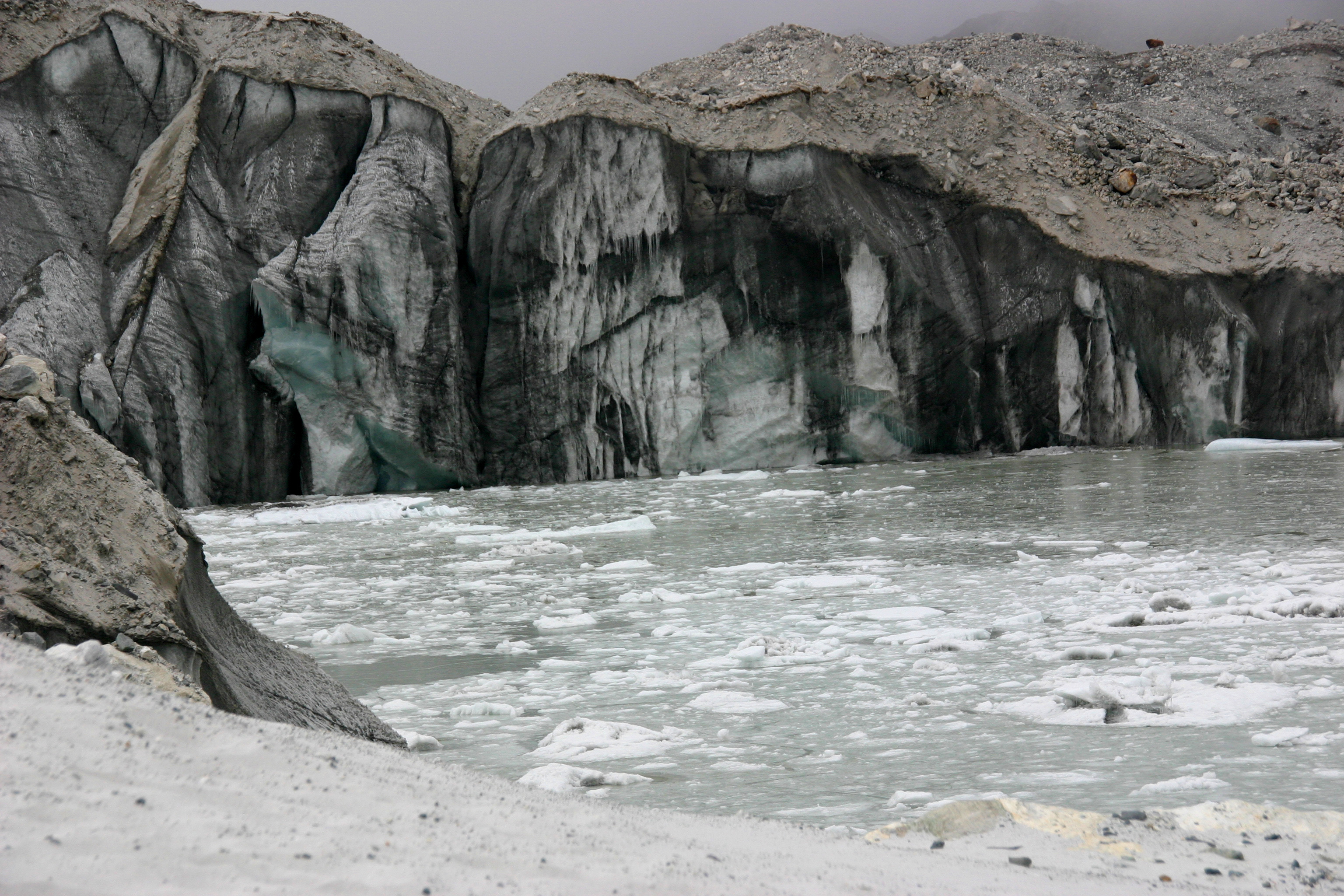
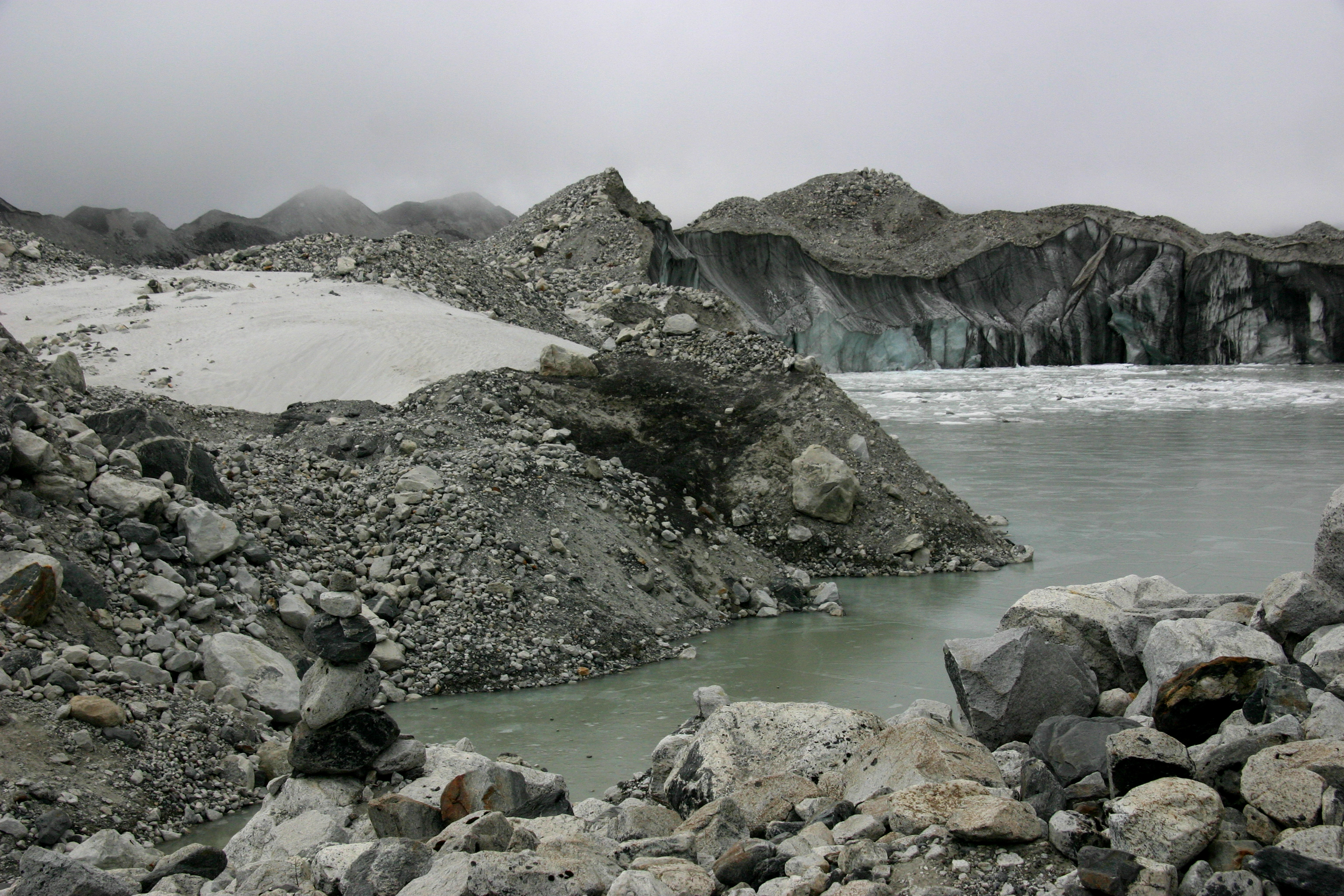
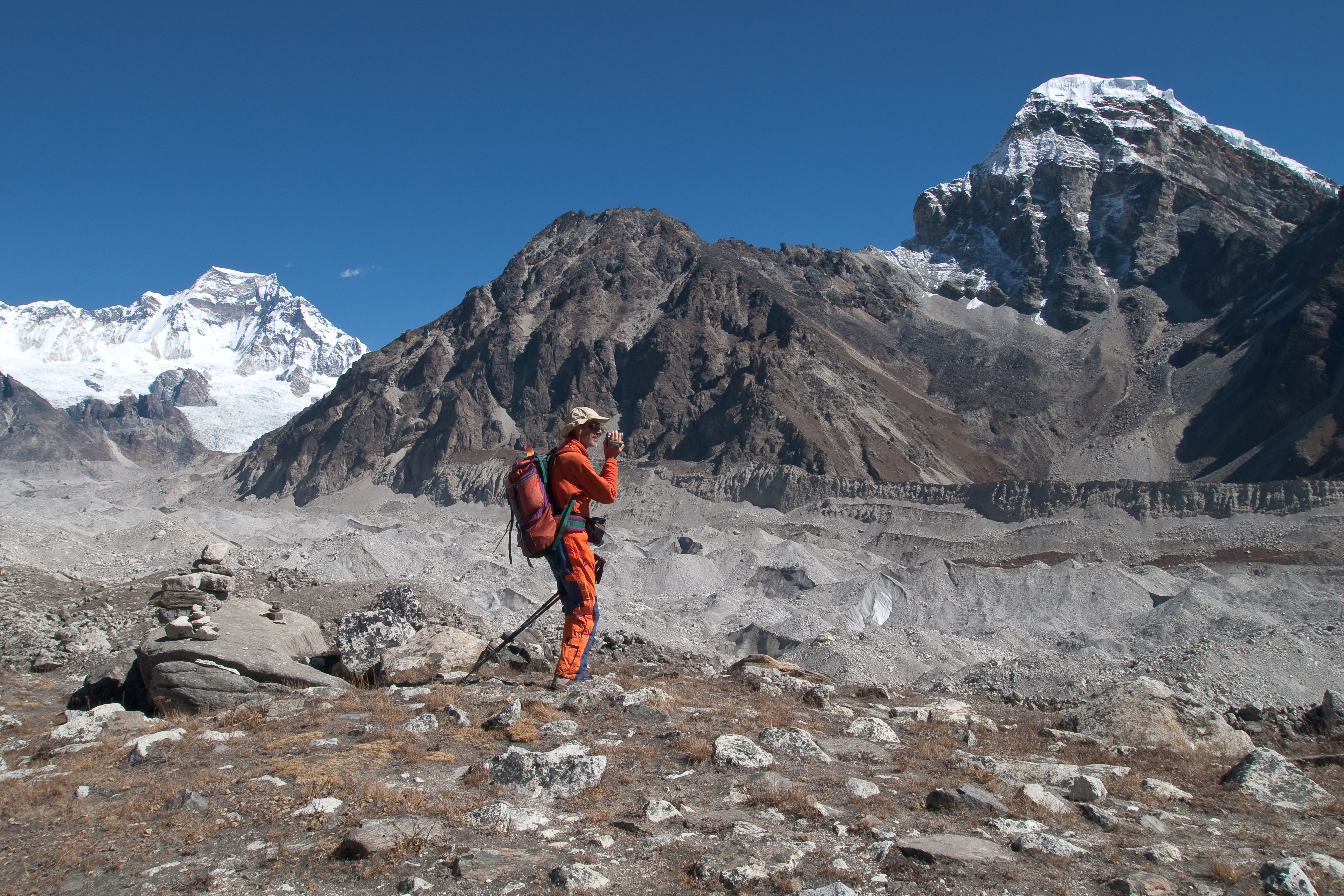
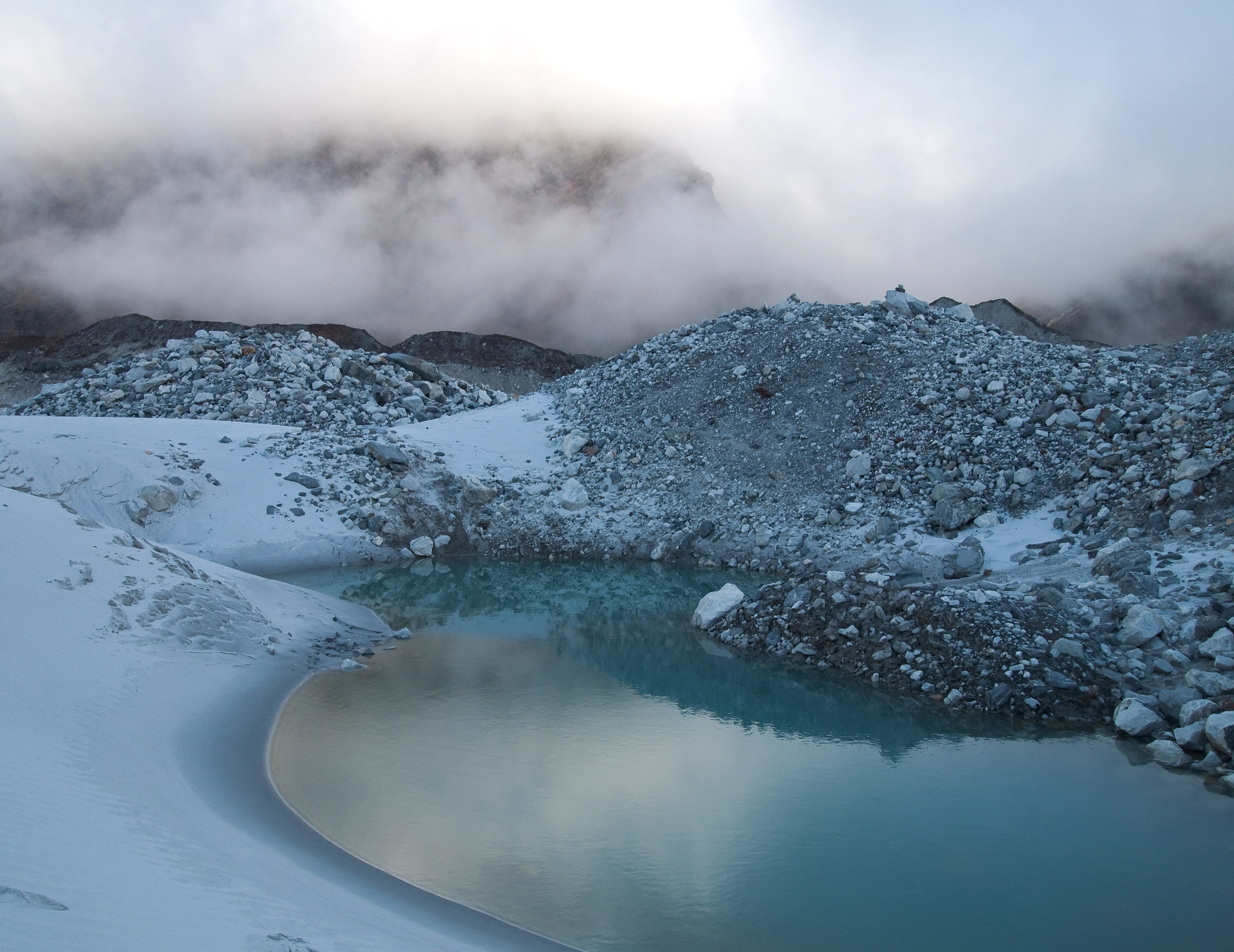
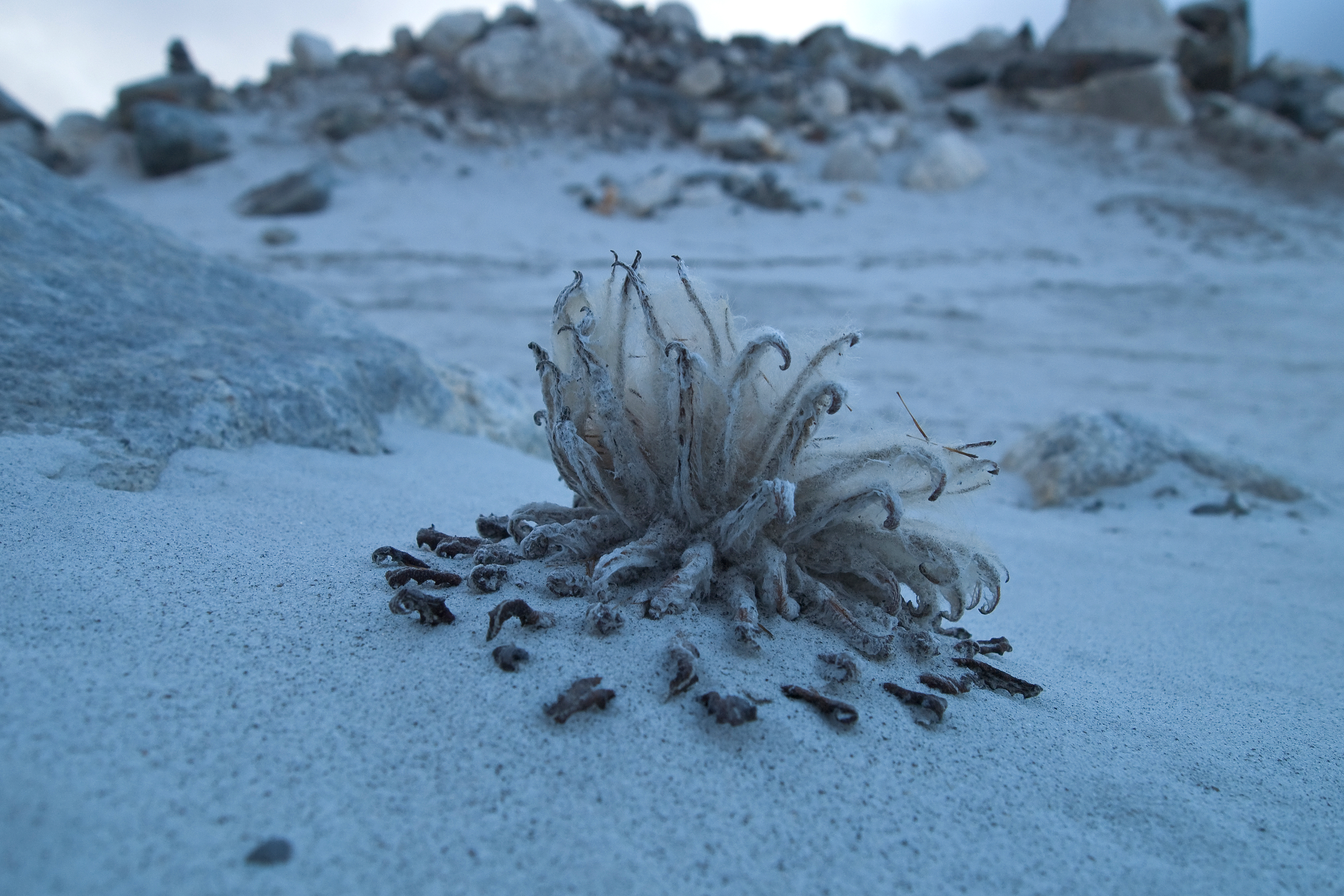
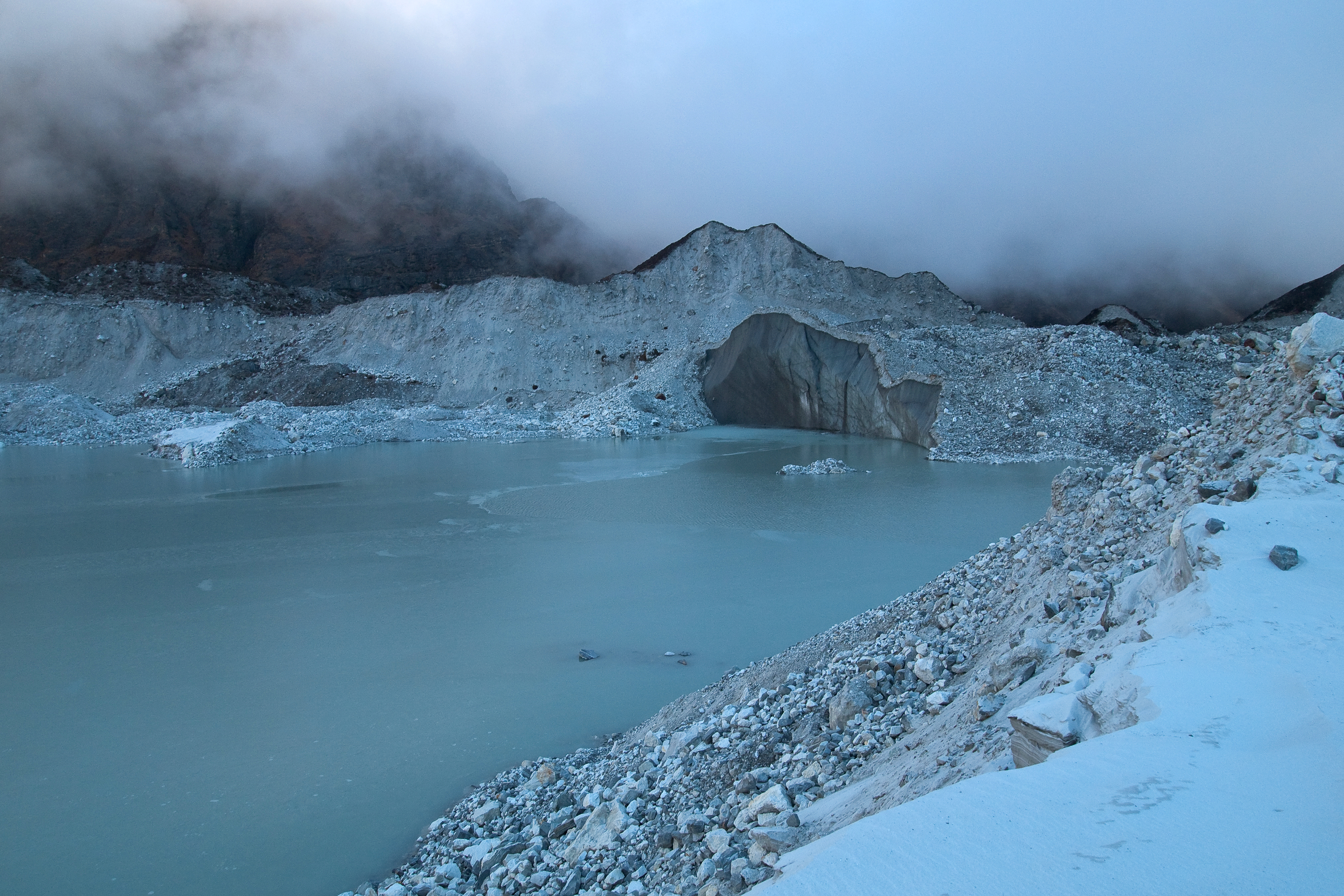
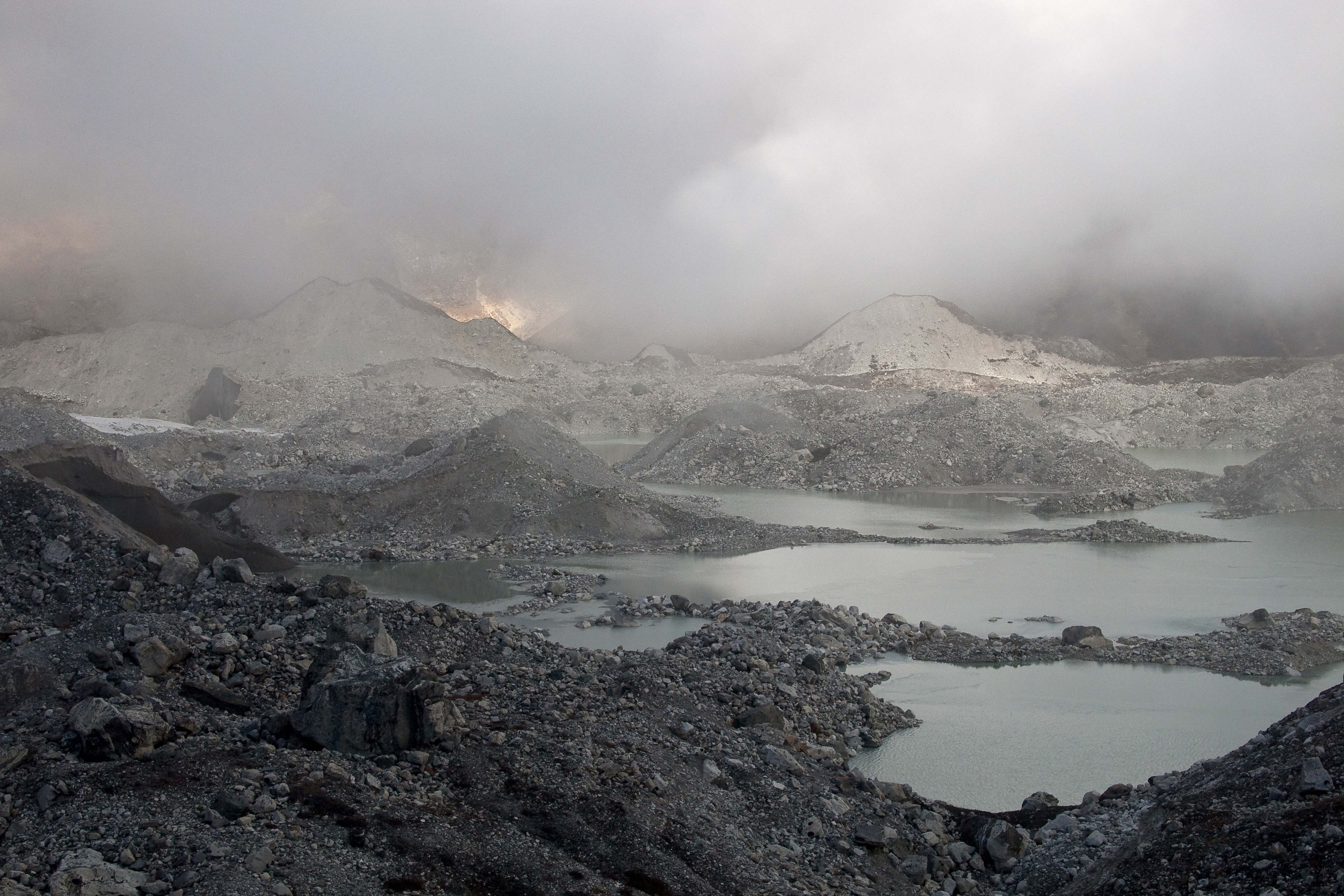

## 資料來源
1. ↑  . Nepali Times, 30 December 2005 – 5 January 2006.   [2010-05-29]. （原始内容存档于2011年7月25日）.

27°59′N 86°41′E / 27.99°N 86.69°E